# ياري كوسكينين
ياري كوسكينين (بالفنلندية: Jari Koskinen)‏ هو سياسي فنلندي، ولد في 11 يونيو 1960 في فنلندا. حزبياً، نشط في حزب الائتلاف الوطني الفنلندي.

## مناصب
- في 2012 Hämeenlinna municipal election ‏، انتخب عضو مجلس بلدية  [لغات أخرى]‏.
- انتخب Minister of Agriculture and Forestry (Finland) [الإنجليزية]‏ (22 يونيو 2011 – 24 يونيو 2014).
- انتخب Minister of Agriculture and Forestry (Finland) [الإنجليزية]‏ (31 مايو 2002 – 17 أبريل 2003).
- انتخب عضو برلمان فنلندا  [لغات أخرى]‏.
- انتخب عضو في البرلمان الأوروبي.